# Fröbelplatz
Der Fröbelplatz ist ein Stadtplatz im Berliner Bezirk Pankow, Ortsteil Prenzlauer Berg. Er wird von den Straßen Prenzlauer Allee, Fröbelstraße und Diesterwegstraße tangiert, im Süden schließt sich ein Wohnkomplex in ganzer Länge an. Als Platz existiert er seit 1935 und erhielt im Jahr 1982 mit der Zurückbenennung der anliegenden Straße den Namen Fröbelplatz.

## Geschichte und Beschreibung

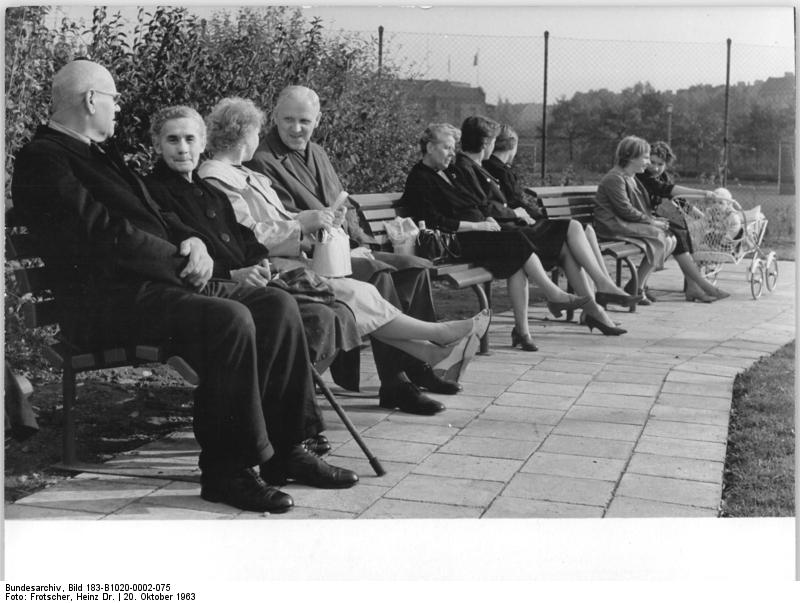
Nordmarkplatz im Jahr 1963

Die Grünanlage wurde im Jahr 1935 auf der Grundlage des von Alfred Koeppen (1877–1933) und Martin Wagner ausgearbeiteten und gerade (1929) beschlossenen Generalfreiflächenplans als Nordmarkplatz angelegt und nach der Nordmark benannt.
Noch zu Beginn der 1940er Jahre hatte die Bezirksverwaltung den Auftrag erhalten, auf dem Nordmarkplatz einen Bunker zu errichten, für den eine tiefe Baugrube ausgehoben wurde. Bis zum Ende des Zweiten Weltkriegs wurde die Schutzanlage jedoch nicht fertiggestellt und diente danach als Müllgrube.
Als die Rote Armee schließlich im April 1945 den Bezirk Prenzlauer Berg erreicht hatte, schlugen einige Truppenteile mit ihren Panjewagen auf dem Nordmarkplatz ihr Quartier auf. Später belegten sie Gebäude der ehemaligen Obdachlosenunterkunft auf dem Gelände nördlich der Fröbelstraße.
Anlässlich des 200. Geburtstags von Friedrich Fröbel wurde der Platz zum 22. April 1982 umbenannt, und zugleich erhielt die Nordmarkstraße diesen Namen.
Der Platz belegt eine Fläche von 180 m × 65 m (11.700 Quadratmeter) und grenzt südlich an das Gelände des ehemaligen Krankenhauses Prenzlauer Berg, das zu großen Teilen vom Bezirksamt Pankow genutzt wird. Er besteht aus einer reinen Grünanlage, deren Rasen- und (vermutlich) Blumenflächen im Niveau etwas angehoben worden waren. Die Herrichtung des Platzes nach dem Zweiten Weltkrieg erfolgte unter maßgeblicher Beteiligung des Bezirksgartendirektors Reinhold Lingner aus dem Ost-Berliner Magistrat.
Die Rasenfläche wird von einer etwa 50 Zentimeter hohen Mauer aus mittelgroßen aufgemauerten Feldsteinen eingefasst. Darum herum gibt es einen jeweils etwa drei Meter breiten Schotterweg, an dem ursprünglich an mehreren Stellen Bänke standen, noch immer an den Aussparungen der Wegbegrenzung und teilweise an Betonresten erkennbar. Die Wegeplatten wurden später entfernt. Als Zugang zur Rasenfläche gab es zwei gegenüber im Nord- und Südbereich angeordnete Treppen mit je zwei Stufen, aus Granitplatten gefertigt sowie niveaufreie Zuwege an den Ecken des Platzes. Die Treppen sind erhalten, führen jedoch ins Nichts, da dichtes Gebüsch die Rasenfläche abschließt. Über den Platz führen diagonal zwei Fußwege, die offenbar aber nicht so angelegt waren, sondern aus Trampelpfaden entstanden sind.
Auf der Ostseite des Fröbelplatzes befinden sich ein Ballspielplatz, daneben einige Tischtennisplatten sowie ein neu gestalteter Spielplatz mit Rutsche, Klettergerüsten und Holzfiguren, im Jahr 1994 von Rolf Schade gefertigt.
Der gesamte Platz ist umstanden von zahlreichen Laubbäumen, auch auf der Rasenfläche wachsen inzwischen Bäume. Unter dem Hinweis Kulturpfade hebt das Bezirksamt eine Steinweichsel besonders hervor.

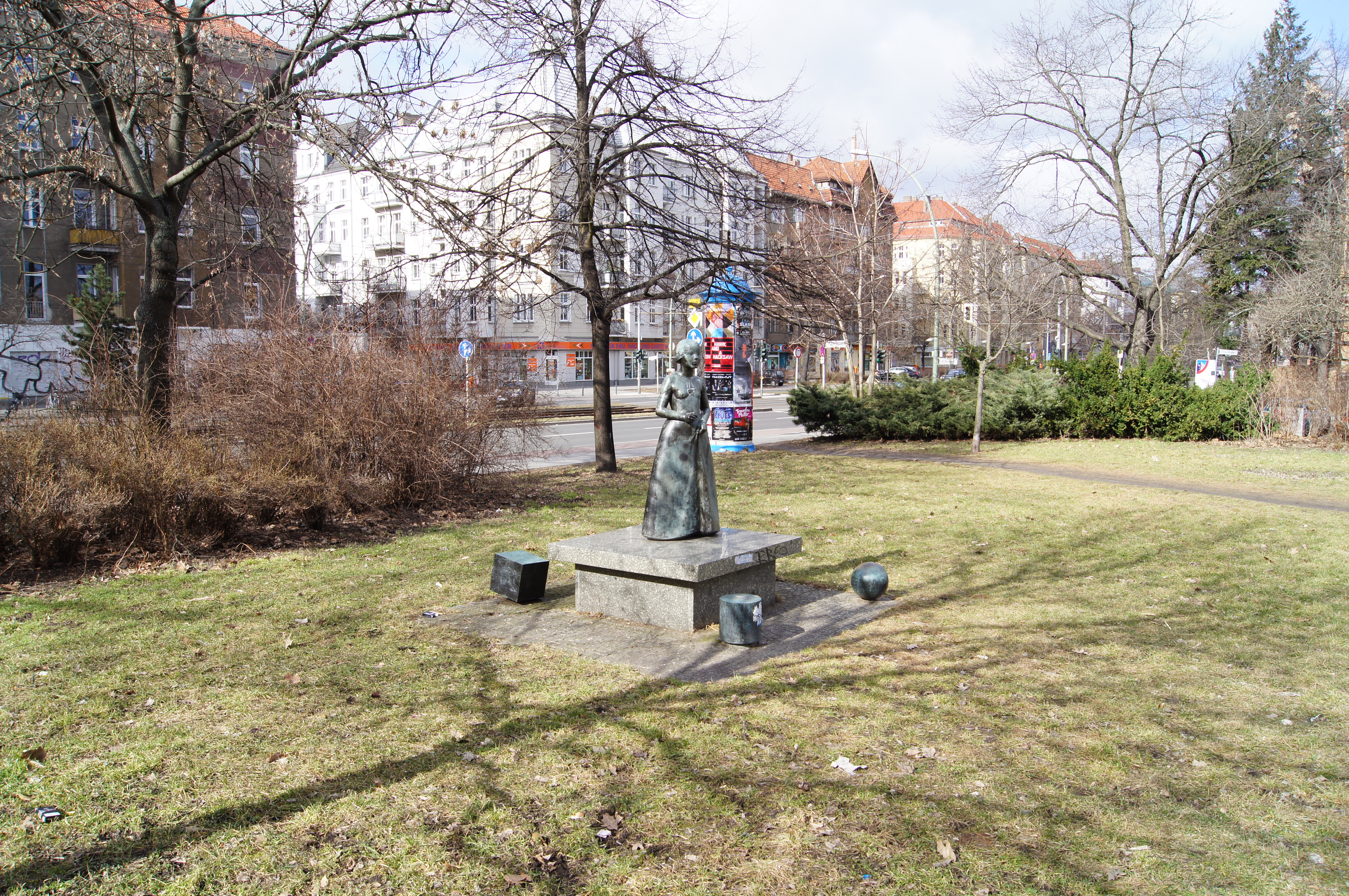
Skulptur Debütantin, 1982

Als Schmuckelement und mit Bezug auf den Namensgeber des Platzes wurde 1982 die Plastik Debütantin, für Friedrich Wilhelm August Fröbel vom Künstler Michael Klein auf der Westseite der Rasenfläche aufgestellt. Die Bronzefigur auf einem Granitpostament wird umgeben von den ebenfalls aus Bronze gefertigten Spielelementen Kubus, Kugel und Zylinder, die zum Repertoire von Fröbels Pädagogik gehörten.
Etwas verloren steht etwa in der Mitte am nördlichen Schotterweg eine runde Vogeltränke aus Granit auf der erhöhten Rasenfläche.
In den Jahren 2018 und 2019 wurde der Platz neu gestaltet: 833.000 Euro wurden ausgegeben, davon kamen 759.000 Euro aus dem Förderprogramm Stadtumbau Ost. Die Aktion war notwendig geworden, weil zahlreiche Bürgerinitiativen sich für die Verbesserung des grünen Umfeldes eingesetzt hatten. Sechzig stark geschädigte Bäume wurden gefällt und durch Neupflanzungen ersetzt. Spiel- und Sportmöglichkeiten, Ruhepunkte, barrierefreie Zugänge entstanden. Das Fröbel-Denkmal erhielt einen neuen Standort am Südwest-Eingang des Platzes an der Prenzlauer Allee. Zur Prenzlauer Allee hin wurde als Schallschutz eine geschwungene Mauer angebracht, deren Kosten allein sich auf etwa 100.000 Euro belaufen haben sollen. Seit der Umgestaltung wird der Platz deutlich stärker von Anwohnern frequentiert.